# Александер Дубчек
Александер Дубчек (словац. Alexander Dubček МФА: [ˈalɛksandɛr ˈduptʃɛk]; 27 листопада 1921, Угровець — 7 листопада 1992, Прага) — чехословацький політичний діяч, словацького походження, голова федеральних зборів 1989—1992.

## Життєпис
Батьки Дубчека працювали у СРСР у «добровільно-примусовому» кооперативі «Інтергельпо», який збудував місто Бішкек (тоді Фрунзе).
Під час Другої світової війни брав участь в антифашистському підпіллі та у Словацькому національному повстанні, отримав два поранення.
У 1967—1969 рр. став першим секретарем Комуністичної партії  Чехословацької Соціалістичної Республіки. Був ініціатором кампанії лібералізації («Празька весна»), що йшло в розріз з політикою СРСР і призвело до окупації країни 21 серпня 1968 року.
1970 року Дубчек був виключений з Компартії Чехословацької Соціалістичної Республіки, позбавлений статусу депутата і відправлений на роботу керівником лісництвами в системі словацького лісового господарства, де він пропрацював до виходу на пенсію в 1981 році.
1989 року виступив із демократичними промовами і після падіння режиму обраний спікером Національних зборів у Празі, переобраний у 1990 році.
1 вересня 1992 року потрапив у автомобільну катастрофу. Отримав важкі переломи та травми, невдовзі після аварії йому було зроблено операцію. Близько 2 місяців він перебував у лікарні. Наприкінці жовтня настало значне погіршення стану здоров'я і
7 листопада 1992 року Олександр Дубчек помер у Празі.